# تيد ليندسي
تيد ليندسي (بالإنجليزية: Ted Lindsay)‏ هو كاتب عدل ‏ وسياسي أسترالي، ولد في 19 ديسمبر 1942 في أستراليا. حزبياً، نشط في حزب العمال الأسترالي. وقد انتخب عضو مجلس النواب الأسترالي عن دائرة هربرت ‏ (5 مارس 1983 – 2 مارس 1996).